# Bexter Wald
Das Gebiet Bexter Wald ist ein 2002 durch das Regierungspräsidium Detmold ausgewiesenes Naturschutzgebiet (NSG-Nummer LIP–042) in der nordrhein-westfälischen Stadt Bad Salzuflen im Kreis Lippe in Deutschland.

## Lage
Das rund 49 Hektar große Naturschutzgebiet Bexter Wald erstreckt sich rund zwei Kilometer südwestlich der Bad Salzufler Innenstadt, nordwestlich des Ortsteils Wülfer-Bexten und der Ostwestfalenstraße im Norden.

## Beschreibung
Das Schutzgebiet Bexter Wald wird als strukturreicher, überwiegend naturnah ausgebildeter Laubwaldkomplex auf staunassen bzw. nässebeeinflussten Standorten aus Eichen-Hainbuchen- und eichenreichen und reinen Buchenwäldern unterschiedlicher Altersstufen, die von mehreren kleinen Bachläufen mit begleitenden, bereichsweise quelligen Feuchtwäldern von Süd nach Nord durchzogen werden, beschrieben.
Zusammen mit den übrigen Waldflächen des Bexter Waldes (nördlich der Ostwestfalenstraße) ist das Gebiet ein wichtiger Trittstein zwischen dem Teutoburger Wald im Westen und den östlich gelegenen Wäldern auf dem Bad Salzuflener Höhenzug.

## Schutzzweck
Wesentlicher Schutzzweck ist die Erhaltung und naturnahe Entwicklung eines aufgrund seines Alters, seiner Struktur, der vorkommenden Pflanzengesellschaften sowie seiner Flächenausdehnung bedeutsamen Waldbestandes insbesondere zur Sicherung und Weiterentwicklung eines sehr gut strukturierten naturnahen Laubholzbestandes, zum Schutz und zur Pflege wertvoller Feuchtwaldflächen und Quellbereiche, zur Erhaltung und zum Schutz eines bedeutsamen Rückzugs- und Lebensraumes gefährdeter Tier- und Pflanzenarten und zur Erhaltung und weiteren Entwicklung schützenswerter Laubholzbestände.

## Biotoptypen
Folgende Biotoptypen sind im Naturschutzgebiet Stadtwald bezeichnet:
- Ahornmischwald
- Bachbegleitender Erlenwald
- Bachober- und Bachmittellauf im Mittelgebirge
- Buchenwald
- Eichenwald
- Eichen-Buchenmischwald
- Hainbuchen-Eichenmischwald
- Nadelbaum-Eichenmischwald
- Teich

## Flora und Fauna

### Flora
Aus der schützenswerten Flora sind folgende Arten (Auswahl) zu nennen:
Asternartige

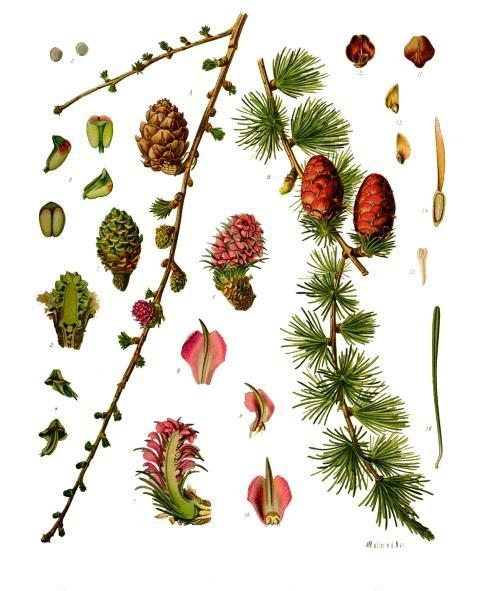
Europäische Lärche

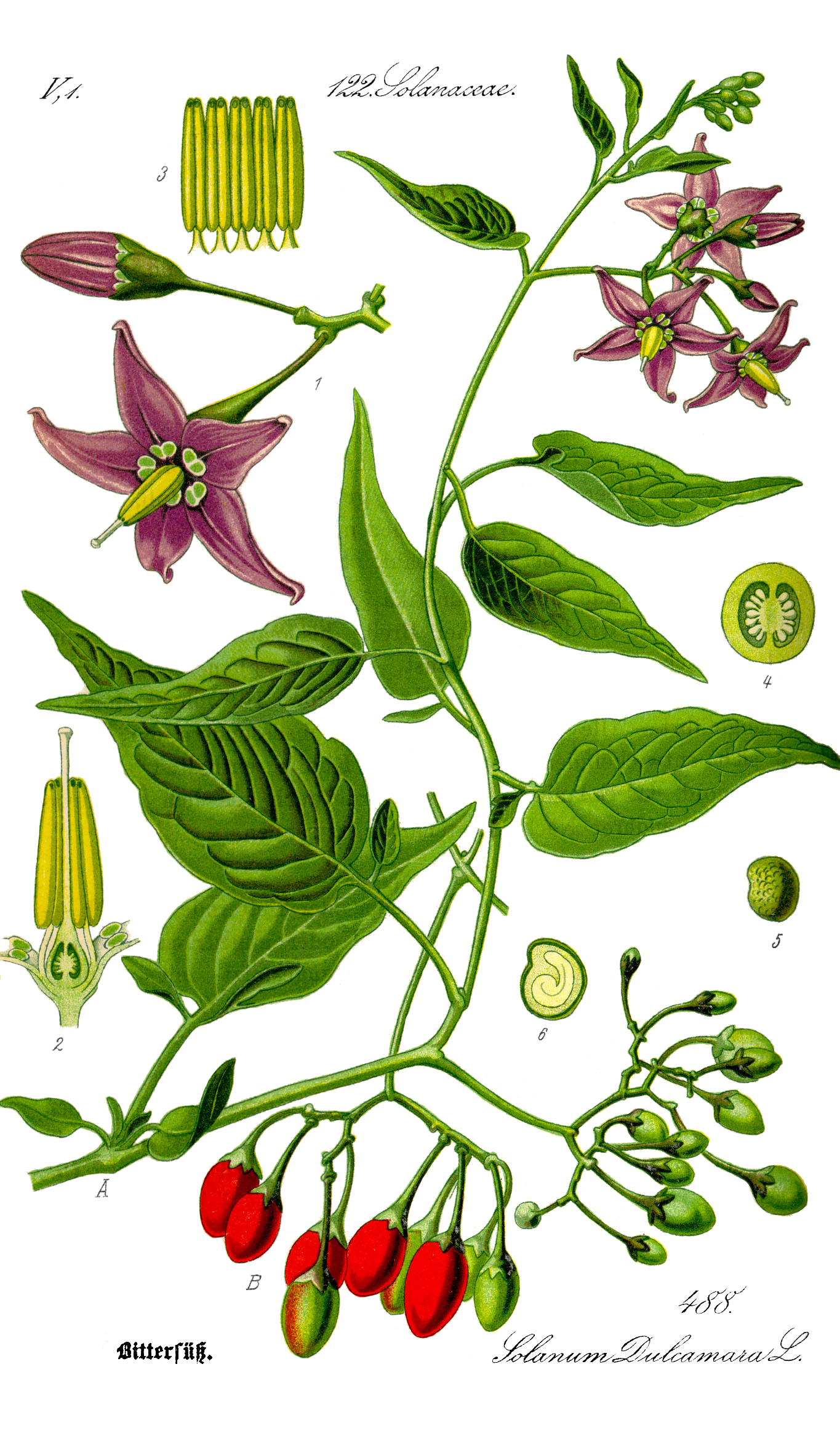
Bittersüßer Nachtschatten

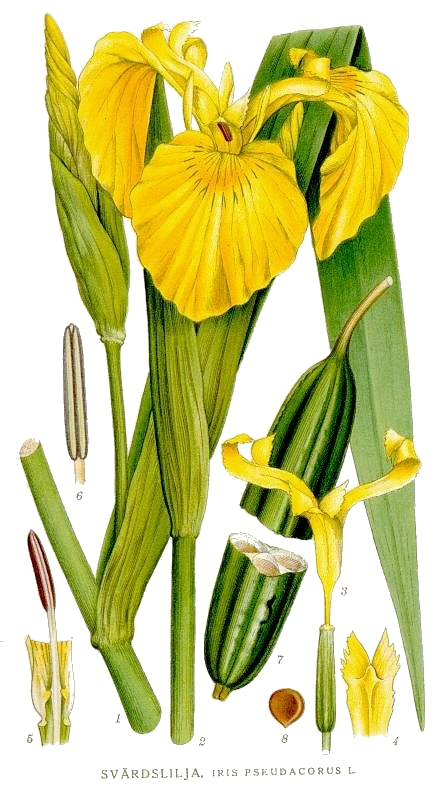
Sumpf-Schwertlilie

- Kohl-Kratzdistel (Cirsium oleraceum)
- Sumpf-Pippau (Crepis paludosa)

Buchenartige
- (Gemeine) Hainbuche (Carpinus betulus)
- Gemeine Hasel (Corylus avellana)
- Rotbuche (Fagus sylvatica)
- Roteiche (Quercus rubra)
- Schwarz-Erle (Alnus glutinosa)
- Stieleiche (Quercus robur)

Doldenblütlerartige
- Wald-Engelwurz (Angelica sylvestris)

Enzianartige
- Sumpf-Labkraut (Galium palustre)
- Waldmeister oder „Wohlriechendes Labkraut“ (Galium odoratum)

Froschlöffelartige
- Gefleckter Aronstab (Arum maculatum)
- Kleine Wasserlinse (Lemna minor L.)
- Schwimmendes Laichkraut (Potamogeton natans)

Hahnenfußartige
- Sumpfdotterblume (Caltha palustris)

Heidekrautartige
- Gewöhnlicher Gilbweiderich (Lysimachia vulgaris)
- Hohe Schlüsselblume (Primula elatior)

Kardenartige
- Kleiner Baldrian oder „Sumpf-Baldrian“ (Valeriana dioica)

Koniferen
- Europäische Lärche (Larix decidua)

Kreuzblütlerartige
- Bitteres Schaumkraut (Cardamine amara)

Lippenblütlerartige
- Berg-Ehrenpreis (Veronica montana)
- Gemeine Esche oder „Hohe Esche“ (Fraxinus excelsior)
- Gundermann (Glechoma hederacea)
- Sumpf-Helmkraut (Scutellaria galericulata L.)

Lilienartige
- Vierblättrige Einbeere (Paris quadrifolia)

Myrtenartige
- Großes Hexenkraut (Circaea lutetiana)

Nachtschattenartige
- Bittersüßer Nachtschatten (Solanum dulcamara)

Raublattartige
- Sumpf-Vergissmeinnicht (Myosotis scorpioides)

Rosenartige
- Echte Nelkenwurz (Geum urbanum)
- Echtes Mädesüß (Filipendula ulmaria)
- Eingriffeliger Weißdorn oder „Hagedorn“ (Crataegus monogyna)
- Faulbaum (Rhamnus frangula)
- Flatterulme (Ulmus laevis)
- Kratzbeere, „Bereifte Brombeere“ oder „Ackerbeere“ (Rubus caesius)
- Vogelbeere oder „Eberesche“ (Sorbus aucuparia)
- Zweigriffeliger Weißdorn (Crataegus laevigata)

Seerosenartige
- Weiße Seerose (Nymphaea alba)

Seifenbaumartige
- Berg-Ahorn (Acer pseudoplatanus)

Spargelartige
- Maiglöckchen (Convallaria majalis)
- Sumpf-Schwertlilie (Iris pseudacorus)
- Vielblütige Weißwurz (Polygonatum multiflorum)
- Zweiblättrige Schattenblume (Maianthemum bifolium)

Steinbrechartige
- Gegenblättriges Milzkraut (Chrysosplenium oppositifolium)
- Rote Johannisbeere (Ribes rubrum)
- Schwarze Johannisbeere (Ribes nigrum)

Storchschnabelartige
- Ruprechtskraut (Geranium robertianum)

Süßgrasartige
- Ästiger Igelkolben (Sparganium erectum)
- Pillen-Segge (Carex pilulifera)
- Rasen-Schmiele (Deschampsia cespitosa)
- Riesen-Schwingel (Festuca gigantea)
- Wald-Zwenke (Brachypodium sylvaticum)

Tüpfelfarnartige
- Gewöhnlicher Dornfarn (Dryopteris carthusiana)

### Fauna
Im Wald leben viele Vogelarten, unter anderem Spechte, sowie mehrere Amphibienarten.

#### Vogellehrpfad
Im Bexter Wald wurde 1974, angeregt vom ehemaligen Revierförster Fritz Tiemann (1920–1976), der „Vogellehrpfad Bexter-Wald“ angelegt. An dem etwas mehr als anderthalb Kilometer langen Rundweg finden Naturliebhaber und Ornithologen an aufgestellten Tafeln unter anderem Informationen zur heimischen Vogelwelt: 1) Singvögel; 2) Jäger der Lüfte; 3) Fledermäuse; 4) Eulen und Greifvögel; 5) Spechthöhlen; 6) Nisthilfen; 7) Winterfütterung; 8) Lebensraum Totholz; 9) Spechte; 12) Nester und Eier und 13) Zugvögel.